# Виллановафранка
Виллановафранка (итал. Villanovafranca) — коммуна в Италии, располагается в регионе Сардиния, в провинции Южная Сардиния.
Население составляет 1 269 человек (30-06-2019), плотность населения составляет 45,99 чел./км². Занимает площадь 27,59 км². Почтовый индекс — 9020. Телефонный код — 070.
Покровителем коммуны почитается святой Лаврентий, празднование 10 августа.

## Демография
Динамика населения:

## Администрация коммуны
- Официальный сайт: http://www.comune.villanovafranca.ca.it/

## Примечание
1. ↑  Statistiche demografiche ISTAT. demo.istat.it. Дата обращения: 17 ноября 2019. Архивировано из оригинала 24 июля 2019 года.